# Jardín Zoológico Yadanabon
El Jardín zoológico Yadanabon (en birmano: ရတနာပုံ တိရိစ္ဆာန် ဥယျာဉ်) es el nombre que recibe un zoológico en Mandalay, una localidad del país asiático de Birmania.
El zoológico cuenta con cerca de 300 animales, incluyendo tigres, leopardos y elefantes y desempeña un papel importante en el programa de conservación para la altamente amenazada tortuga birmana techada (Batagur trivittata).
Según un informe de marzo de 2011 realizado por una revista de noticias con sede en Yangón, el zoológico está siendo considerado para una posible privatización. 